# Världsungdomsåret
1985 utropades av FN som Världsungdomsåret. Proklamationen antogs den 1 januari 1979 av FN:s dåvarande generalsekreterare Javier Pérez de Cuéllar.